# 連合艦隊
連合艦隊（れんごうかんたい、聯合艦隊（旧字体：聯合艦隊󠄁））は、大日本帝国海軍が二個以上の常設の艦隊で編成した艦隊。海軍部内での略称はGF。

## 概要
連合艦隊は2個以上の艦隊で編成された帝国海軍の中核部隊である。明治初期、海軍はそれまで有力艦・新鋭艦で編成された主力部隊を「常備艦隊」、老巧艦などで編成された沿岸防備のための二線級部隊を「警備艦隊」と称していた。しかし、日清戦争開戦がせまってくるにつれ「警備艦隊」というのは戦時にふさわしくないという意見がでてきた。一時は警備艦隊を常備艦隊に統合する案が出たが、当時の軍令部官房主事である山本権兵衛大佐が警備艦隊を「西海艦隊」と改名し、常備艦隊と西海艦隊をもって「連合艦隊」を組織するという案を出した。これが連合艦隊編成のきっかけとなり、日清戦争開戦の6日後にはじめて連合艦隊が編成された。以降日露戦争など戦時や演習時のみ臨時に編成されていたが、大正12年（1923年）以降は「艦隊」の上位編成として常設された。後年連合艦隊を基幹に編成された海軍総隊と同様、編成は概ね陸軍における総軍に匹敵するもので、現在でも海上自衛隊の自衛艦隊やアメリカ海軍のアメリカ艦隊総軍など、連合艦隊に類似した編成の総軍相当艦隊が存在する。
なお、太平洋戦争（大東亜戦争）開戦の頃までは、「連合艦隊」は「第一艦隊＋第二艦隊」であり、「艦隊」と略称した。単に「艦隊」と呼称する場合、中華民国の上海を拠点とする常設艦隊である第三艦隊（昭和12年以降は支那方面艦隊）は含まなかった。
連合艦隊は天皇に直隷する連合艦隊司令長官が指揮し、軍令に関しては軍令部総長の、軍政に関しては海軍大臣の指示を受ける。
連合艦隊司令部には、司令長官を補佐する幕僚として、
- 参謀長
- 参謀副長（昭和19年に新設）
- 先任参謀[注釈 1]
- 砲術参謀、水雷参謀、航空参謀、通信参謀、航海参謀、機関参謀、戦務参謀、政務参謀など[注釈 1]
- 主計長
- 軍医長
- 機関長

などの士官が配属されていた。
長い間、連合艦隊が帝国海軍の戦力のほとんどを占め、戦艦など主力艦はいうに及ばず、駆逐艦・輸送艦のような補助艦まで、大多数が連合艦隊に取り込まれた。また、連合艦隊こそが実戦部隊のエリートであり、そこに有能な人材を集中し、局地警備部隊や海上護衛隊の人材育成を軽視した。また、列強に対抗するには国力が足りない為、艦隊決戦を志向した日本海軍の戦略もあり、本来、海軍の重要任務になるべき海上交通・シーレーンの確保に充当すべき艦艇と人材に不足を来たしてしまった。日本海軍は、戦艦中心の砲雷撃戦を主体にした艦隊決戦の思想を残しながらも、空母機動部隊を編成し、斬新な艦隊運用のさきがけとなった。海軍航空隊の育成も、戦艦による艦隊決戦、次いで空母艦隊決戦を目標としていた。空母艦隊決戦の思想は1944年6月のマリアナ沖海戦の敗北により放棄されたが、1944年10月のレイテ沖海戦まで、連合艦隊中心主義の艦隊編成・運用をおこなった。連合艦隊中心主義の結果、海上護衛部隊・対潜哨戒部隊（ハンターキラー）の編成に後れをとった。
その結果として、レイテ沖海戦での敗北により、連合艦隊は事実上の壊滅状態となった。
1945年4月の戦艦大和以下第二艦隊の沖縄への海上特攻は、第二艦隊を解散するという決断ができないままに、レイテ沖海戦と同じく、航空部隊の援護なしの無謀な突入作戦の繰り返しとなった。沖縄戦に敗北すると、生き残った戦艦「長門」のような大型艦艇は、事実上、局地警備隊の海岸砲台として使用された。そして、特攻兵器である回天・海龍・震洋などを配備した特攻隊が海軍の主力となっていた。沖縄戦以降、終戦を待たずして、連合艦隊は事実上の解散状態にあったと言える。

## 戦史
連合艦隊旗艦が出撃した海戦のみ示す。
- 日清戦争
  - 黄海海戦 (日清戦争)（明治27年（1894年）9月17日）：旗艦 防護巡洋艦松島
  - 威海衛海戦（明治28年（1895年）2月12日終結）：旗艦 防護巡洋艦松島
- 日露戦争
  - 黄海海戦 (日露戦争)（明治37年（1904年）8月10日）：旗艦 戦艦三笠
  - 日本海海戦（明治38年（1905年）5月27、28日）：旗艦 戦艦三笠
- 太平洋戦争
  - ミッドウェイ海戦（昭和17年（1942年）6月5〜7日）：旗艦 戦艦大和

## 歴代参謀長
1. 鮫島員規大佐：1894年7月19日 -
2. 出羽重遠大佐：1894年12月17日 -
3. 上村彦之丞大佐：1895年7月25日 - 1895年11月16日
4. 島村速雄大佐：1903年12月28日 -
5. 加藤友三郎少将：1905年1月12日 - 1905年12月20日
6. （兼）山下源太郎大佐：1908年10月8日 - 11月19日
7. （兼）山中柴吉少将：1915年11月11日 - 30日
8. （兼）堀内三郎少将：1916年9月1日 - 10月13日
9. （兼）堀内三郎少将：1917年10月1日 - 20日
10. （兼）斎藤半六少将：1918年9月1日 - 10月14日
11. （兼）舟越楫四郎少将：1919年6月1日 - 10月27日
12. （兼）吉岡範策少将：1920年5月1日 - 10月30日
13. （兼）吉岡範策少将：1921年5月1日 - 10月30日
14. （兼）白根熊三少将：1921年12月1日 -
15. （兼）樺山可也少将：1923年12月1日 -
16. （兼）原敢二郎少将：1924年11月10日 - 1925年12月1日
17. （兼）大湊直太郎少将：1925年12月1日 -
18. （兼）高橋三吉少将：1926年11月1日 -
19. （兼）濱野英次郎少将：1927年12月1日 -
20. （兼）寺島健少将：1928年12月10日 -
21. （兼）塩沢幸一少将：1929年11月30日 -
22. （兼）嶋田繁太郎少将：1930年12月1日 -
23. （兼）吉田善吾少将：1931年12月1日 -
24. 吉田善吾少将：1933年5月20日 - 9月15日
25. 豊田副武少将：1933年9月15日 -
26. 近藤信竹少将：1935年3月15日 -
27. 野村直邦少将：1935年11月15日 -
28. 岩下保太郎少将：1936年11月16日 -
29. 小沢治三郎少将：1937年2月18日 -
30. 高橋伊望少将：1937年11月15日 -
31. 福留繁大佐：1939年11月5日 -
32. 伊藤整一少将：1941年4月10日 -
33. 宇垣纏少将：1941年8月11日 -
34. 福留繁中将：1943年5月22日 -
35. 草鹿龍之介少将：1944年4月6日 -
36. （兼）草鹿龍之介中将：1945年5月1日 （本職：海軍総隊参謀長）
37. （兼）矢野志加三少将：1945年6月25日 - 9月25日 （本職：海軍総隊参謀長）

※1905年1月 - 1933年5月は第1艦隊参謀長が兼務

## 歴代参謀副長
1. 小林謙五少将：1943年6月11日 - 1944年9月10日
2. 高田利種大佐：1944年9月20日 - 1945年5月10日
3. （兼）松原博少将：1945年6月10日 - 1945年9月15日、本職：海軍総隊参謀副長
4. （兼）菊池朝三少将：1945年6月25日 - 1945年9月15日、本職：海軍総隊参謀副長

## 歴代旗艦

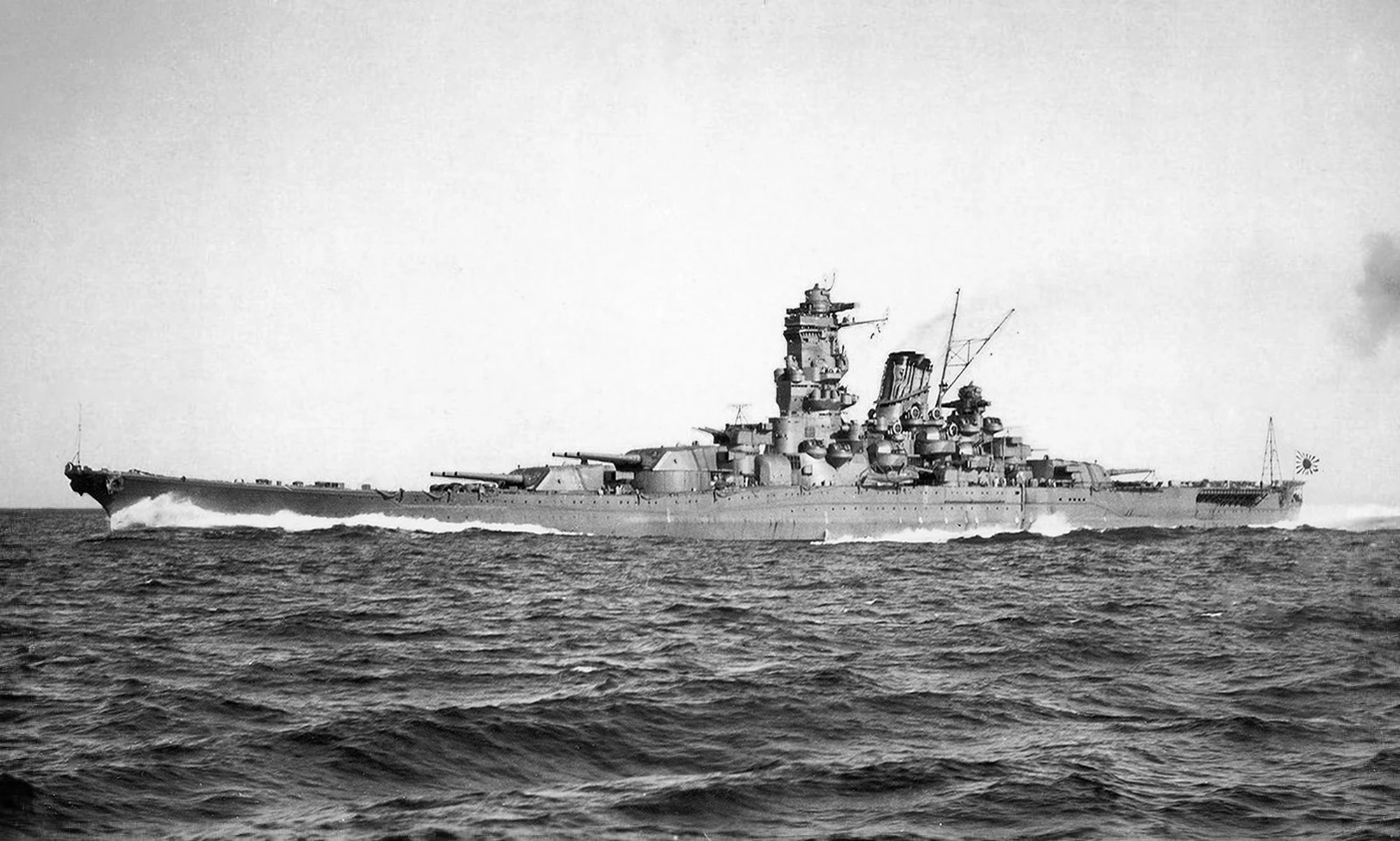
戦艦大和

- 防護巡洋艦 松島
- 戦艦 三笠
- 戦艦 敷島
- 戦艦 長門
- 戦艦 陸奥
- 戦艦 山城
- 戦艦 伊勢
- 戦艦 金剛
- 戦艦 榛名
- 戦艦 大和
- 戦艦 武蔵
- 軽巡洋艦 大淀

## 隷下部隊
- 第一艦隊（1903年12月28日新編～1944年2月25日解隊）
- 第二艦隊（1903年12月28日新編～1921年12月1日一時解隊、1922年12月1日再編～1945年4月20日解隊）
- 第三艦隊（初代）（1904年3月大本営直轄より編入～1905年12月20日解隊）
- 第三艦隊（二代）（1908年12月24日南清艦隊より改称～1915年12月25日解隊）
- 第三艦隊（三代）（1915年12月25日新編～1922年12月1日解隊）
- 第三艦隊（四代）（1932年2月2日新編～1939年11月15日第一遣支艦隊へ改称・支那方面艦隊隷下へ）
- 第三艦隊（五代）（1941年4月10日新編～1942年3月10日第二南遣艦隊へ改称）
- 第三艦隊（六代）（1942年7月14日新編～1944年3月1日第一機動艦隊隷下へ）
- 第四艦隊（初代）（1905年6月14日新編～同年12月20日解隊）
- 第四艦隊（二代）（1937年10月20日新編～1939年11月15日第三遣支艦隊へ改称・支那方面艦隊隷下へ）
- 第四艦隊（三代）（1939年11月15日新編～1944年3月4日、1944年7月8日～終戦）
- 第五艦隊（初代）（1938年2月1日新編～1939年11月15日第二遣支艦隊へ改称・支那方面艦隊隷下へ）
- 第五艦隊（二代）（1941年7月25日新編～1943年8月5日北東方面艦隊隷下へ）
- 第六艦隊（1940年11月15日新編～終戦）
- 第七艦隊（1945年4月15日新編～終戦）
- 第八艦隊（1942年7月14日新編～1942年12月24日南東方面艦隊隷下へ）
- 第一航空艦隊（初代）（1941年4月10日新編～1942年7月14日解隊）　※空母艦隊

- 第一機動艦隊（1944年3月1日新編～1944年11月15日解隊）
  - 第二艦隊（1944年3月1日～1944年11月15日連合艦隊直轄へ）
  - 第三艦隊（六代）（1944年3月1日～1944年11月15日解隊）

- 第一航空艦隊（二代）（1944年2月15日大本営直轄より編入～1944年8月10日、1945年5月8日～1945年6月15日解隊）　※基地航空隊
- 第二航空艦隊（1944年7月20日大本営直轄より編入～1945年1月8日解隊）
- 第三航空艦隊（1944年7月10日新編～終戦）
- 第五航空艦隊（1945年2月10日新編～終戦）
- 第十航空艦隊（1945年3月1日新編～終戦）
- 第十一航空艦隊（1941年1月15日新編～1942年12月24日南東方面艦隊隷下へ）
- 第十二航空艦隊（1943年5月18日新編～1943年8月15日北東方面艦隊隷下へ、1944年12月5日～終戦）

- 南清艦隊（1905年12月20日新編～1908年12月24日第三艦隊へ改称）
- 遣支艦隊（1918年8月10日新編～1919年8月9日第一遣外艦隊へ改称）
- 第一遣外艦隊（1919年8月9日遣支艦隊より改称～1933年5月20日第11戦隊へ改称）
- 第二遣外艦隊（初代）（1918年6月13日新編～1921年4月4日解隊）
- 第二遣外艦隊（二代）（1927年5月16日新編～1933年5月20日第10戦隊へ改称）

- 南遣艦隊（1941年7月31日新編～1942年1月3日第一南遣艦隊へ改称）
- 第一南遣艦隊（1942年1月3日南遣艦隊より改称～1942年4月10日南西方面艦隊隷下へ）
- 第二南遣艦隊（1942年3月10日第三艦隊より改称～1942年4月10日南西方面艦隊隷下へ）
- 第三南遣艦隊（1942年1月3日新編～1942年4月10日南西方面艦隊隷下へ）

- 北東方面艦隊（1943年8月5日新編～1944年12月5日解隊）
  - 第五艦隊（二代）（1943年8月5日～1944年12月5日南西方面艦隊隷下へ）
  - 第十二航空艦隊（1943年8月5日～1944年12月5日連合艦隊直轄へ）

- 中部太平洋方面艦隊（1944年3月4日新編～1944年7月8日解隊）
  - 第四艦隊（三代）（1944年3月4日～1944年7月8日連合艦隊直轄へ）
  - 第十四航空艦隊（1944年3月4日新編～1944年7月18日解隊）

- 南東方面艦隊（1942年12月24日新編～1945年5月29日大本営直轄へ）
  - 第八艦隊（1942年12月24日～終戦）
  - 第九艦隊（1943年11月15日～1944年3月25日南西方面艦隊隷下へ）
  - 第十一航空艦隊（1942年12月24日～終戦）

- 南西方面艦隊（1942年4月10日新編～1945年5月29日大本営直轄へ）
  - 第一南遣艦隊（1942年4月10日～1945年2月5日第十方面艦隊隷下へ）
  - 第二南遣艦隊（1942年4月10日～1945年2月5日第十方面艦隊隷下へ）
  - 第三南遣艦隊（1942年4月10日～終戦）
  - 第四南遣艦隊（1943年11月30日新編～1945年3月10日解隊）
  - 第五艦隊（二代）（1944年12月15日～1945年2月5日解隊）
  - 第九艦隊（1944年3月25日～1944年7月10日解隊）
  - 第一航空艦隊（二代）（1944年8月10日～1945年5月8日連合艦隊直轄へ）
  - 第十三航空艦隊（1943年9月20日新編～1945年2月5日第十方面艦隊隷下へ）

- 第十方面艦隊（1945年2月5日新編～終戦）
  - 第一南遣艦隊（1945年2月5日～終戦）
  - 第二南遣艦隊（1945年2月5日～終戦）
  - 第十三航空艦隊（1945年2月5日～終戦）

## 直属部隊

### 1941年12月10日、太平洋戦争開戦時の編制
- 第1戦隊：長門・陸奥
- 第24戦隊：報国丸・愛国丸・清澄丸（いずれも特設巡洋艦）
- 第11航空戦隊：瑞穂・千歳
- 第4潜水戦隊：鬼怒・名古屋丸（※1941年12月2日～1942年4月10日にかけて南遣艦隊へ増援）
  - 第18潜水隊：伊53・伊54・伊55
  - 第19潜水隊：伊56・伊57・伊58
  - 第21潜水隊：呂33・呂34
- 第5潜水戦隊：由良・りおでじゃねろ丸（※1941年12月2日～1942年4月10日にかけて南遣艦隊へ増援）
  - 第28潜水隊：伊59・伊60
  - 第29潜水隊：伊62・伊64
  - 第30潜水隊：伊65・伊66
- 第1連合通信隊：東京・高雄・父島海軍通信隊・沖縄通信隊・第3～6通信隊
- 附属：
  - 水上機母艦：千代田（※朝日、室戸、朝日丸は1941年12月2日～1942年4月10日にかけて南遣艦隊へ増援）
  - 標的艦：矢風・摂津
  - 工作艦：明石・朝日
  - 給炭艦：室戸
  - 特設病院船：朝日丸・高砂丸
  - 第1哨戒艇隊

### 1942年7月14日、ミッドウェー海戦後の編制
- 独立旗艦：大和（※武蔵就役後、第1戦隊を編制）
- 第1連合通信隊：東京海軍通信隊・大和田通信隊
- 附属：
  - 戦艦：伊勢・日向
  - 水上機母艦：千代田・日進
  - 第7駆逐隊：曙・潮・漣
  - 標的艦：矢風・摂津
  - 工作艦：明石
  - 給炭艦：室戸
  - 特設航空母艦：春日丸（※1942年8月31日、「大鷹」に改名）
  - 特設航空母艦：八幡丸（※1942年8月31日、「雲鷹」に改名）
  - 特設巡洋艦：報国丸・愛国丸・清澄丸・金龍丸
  - 特設工作艦：山彦丸・浦上丸
  - 特設電纜敷設船：山鳩丸
  - 特設病院船：朝日丸・高砂丸・氷川丸

### 1943年4月1日、ガダルカナル島撤退後の編制
- 第1戦隊：武蔵・大和
- 第1連合通信隊：東京海軍通信隊・大和田通信隊
- 附属：
  - 戦艦：伊勢・日向
  - 航空母艦：大鷹・雲鷹・冲鷹
  - 水上機母艦：日進
  - 軽巡洋艦：北上・大井
  - 第7駆逐隊：曙・潮・漣
  - 標的艦：矢風・摂津
  - 工作艦：明石
  - 特設巡洋艦：愛国丸・清澄丸
  - 特設工作艦：浦上丸・八海丸・山彦丸
  - 特設水雷母艦：神風丸
  - 特設病院船：朝日丸・高砂丸・氷川丸・天応丸・牟婁丸

### 1944年4月1日、戦時編制制度改定後の編制
- 独立旗艦：大淀
- 第11水雷戦隊：龍田
  - 第6駆逐隊：雷・電・響
  - 早霜、秋霜・霜月
- 第1連合通信隊：東京海軍通信隊・大和田通信隊
- 附属：
  - 戦艦：伊勢・日向・扶桑・山城
  - 航空母艦：鳳翔
  - 第21駆逐隊：初春・初霜・若葉
  - 駆逐艦：夕風
  - 海防艦：干珠・笠戸・満珠・三宅
  - 標的艦：矢風・波勝
  - 工作艦：明石
  - 運送艦：宗谷
  - 特設工作艦：浦上丸・山霜丸
  - 特設水雷母艦：神風丸
  - 特設測量艦：第三十六共同丸
  - 特設電纜敷設船：王星丸
  - 特設病院船：高砂丸・氷川丸・天応丸・牟婁丸

### 1944年8月15日、マリアナ沖海戦後の編制
- 独立旗艦：大淀
- 第22戦隊：長運丸・第1～4監視艇隊
- 第3水雷戦隊：名取
  - 第22駆逐隊：皐月・水無月・夕凪
  - 第30駆逐隊：卯月・夕月・秋風
- 第11水雷戦隊：長良
  - 第43駆逐隊：松・竹・梅・桃・桑・槇・桐
- 第1連合通信隊：東京海軍通信隊・大和田通信隊
- 附属：
  - 戦艦：扶桑・山城
  - 航空母艦：鳳翔
  - 水上機母艦：秋津洲・神威
  - 軽巡洋艦：五十鈴
  - 駆逐艦：夕風・響
  - 海防艦：干珠・笠戸・満珠・三宅・第22号海防艦
  - 輸送艦：第1号・第2号・第3号・第4号・第5号輸送艦
  - 駆潜艇：第28号・第30号・第33号駆潜艇
  - 標的艦：矢風・摂津・波勝
  - 運送艦：宗谷
  - 特設工作艦：白沙
  - 特設測量艦：第三十六共同丸
  - 特設電纜敷設船：王星丸
  - 特設病院船：高砂丸・氷川丸・天応丸・牟婁丸

### 1945年3月1日、菊水作戦直前の編制
- 第22戦隊：第1～4監視艇隊、菊丸
- 第31戦隊：五十鈴
  - 第43駆逐隊：竹・梅・槇・桐・榧
  - 第52駆逐隊：杉・樅・樫・檜・楓
  - 第31、43号海防艦
- 第11水雷戦隊：酒匂
  - 駆逐艦：花月・宵月・桜・楢・椿・欅・柳・橘・楡・蔦
- 第101航空戦隊
  - 第1001海軍航空隊
  - 第1081海軍航空隊
- 第1輸送戦隊：第9号・第14号・第15号・第114号・第115号・第135号・第136号・第139号・第140号・第143号・第144号・第151号・第160号輸送艦
- 第1連合通信隊：東京海軍通信隊、大和田通信隊
- 附属：（※（艦名）は書類上の在籍艦（いずれも沈没））
  - 戦艦：（武蔵）・（扶桑）・（山城）
  - 航空母艦：鳳翔・（翔鶴）・（瑞鶴）・（大鳳）
  - 重巡洋艦：（筑摩）
  - 軽巡洋艦：北上
  - 水上機母艦：神威
  - 第1駆逐隊：野風・神風・汐風・朝顔
  - 駆逐艦：夕風・旗風・波風
  - 海防艦：三宅・屋久
  - 第2輸送隊：第11号・第17号・第18号輸送艦
  - 駆潜艇：第28号・第30号・第33号駆潜艇
  - 標的艦：矢風・摂津・波勝・大浜
  - 特設病院船：高砂丸・氷川丸・第二氷川丸（※第二氷川丸は「天応丸」を改名）

## 編制
日清戦争開戦時（1894年7月19日付）
| 連合艦隊 | 連合艦隊 | 連合艦隊 | 連合艦隊 | 連合艦隊 | 連合艦隊 |  |  | 常備艦隊 | 常備艦隊 | 常備艦隊 | 常備艦隊 | 常備艦隊 | 常備艦隊 |
| 連合艦隊 | 連合艦隊 | 連合艦隊 | 連合艦隊 | 連合艦隊 | 連合艦隊 |  |  | 常備艦隊 | 常備艦隊 | 常備艦隊 | 常備艦隊 | 常備艦隊 | 常備艦隊 |
|          |          |          |          |          |          |  |  | 西海艦隊 |          |          |          |          |          |
|          |          |          |          |          |          |  |  |          |          |          |          |          |          |

日露戦争開戦時（明治36年12月28日付）
| 連合艦隊 | 連合艦隊 | 連合艦隊 | 連合艦隊 | 連合艦隊 | 連合艦隊 |  |  | 第一艦隊 | 第一艦隊 | 第一艦隊 | 第一艦隊 | 第一艦隊 | 第一艦隊 |
| 連合艦隊 | 連合艦隊 | 連合艦隊 | 連合艦隊 | 連合艦隊 | 連合艦隊 |  |  | 第一艦隊 | 第一艦隊 | 第一艦隊 | 第一艦隊 | 第一艦隊 | 第一艦隊 |
|          |          |          |          |          |          |  |  | 第二艦隊 |          |          |          |          |          |
|          |          |          |          |          |          |  |  |          |          |          |          |          |          |

日露戦争北遣艦隊編成時（明治38年6月14日付）
| 連合艦隊 | 連合艦隊 | 連合艦隊 | 連合艦隊 | 連合艦隊 | 連合艦隊 |  |  | 第一艦隊 | 第一艦隊 | 第一艦隊 | 第一艦隊 | 第一艦隊 | 第一艦隊 |
| 連合艦隊 | 連合艦隊 | 連合艦隊 | 連合艦隊 | 連合艦隊 | 連合艦隊 |  |  | 第一艦隊 | 第一艦隊 | 第一艦隊 | 第一艦隊 | 第一艦隊 | 第一艦隊 |
|          |          |          |          |          |          |  |  | 第二艦隊 |          |          |          |          |          |
|          |          |          |          |          |          |  |  |          |          |          |          |          |          |
|          |          |          |          |          |          |  |  | 第三艦隊 |          |          |          |          |          |
|          |          |          |          |          |          |  |  |          |          |          |          |          |          |
|          |          |          |          |          |          |  |  | 第四艦隊 |          |          |          |          |          |
|          |          |          |          |          |          |  |  |          |          |          |          |          |          |

第一次上海事変発生直後（昭和7年2月2日付）
| 連合艦隊 | 連合艦隊 | 連合艦隊 | 連合艦隊 | 連合艦隊 | 連合艦隊 |  |  | 第一艦隊 | 第一艦隊 | 第一艦隊 | 第一艦隊 | 第一艦隊 | 第一艦隊 |
| 連合艦隊 | 連合艦隊 | 連合艦隊 | 連合艦隊 | 連合艦隊 | 連合艦隊 |  |  | 第一艦隊 | 第一艦隊 | 第一艦隊 | 第一艦隊 | 第一艦隊 | 第一艦隊 |
|          |          |          |          |          |          |  |  | 第二艦隊 |          |          |          |          |          |
|          |          |          |          |          |          |  |  |          |          |          |          |          |          |
|          |          |          |          |          |          |  |  | 第三艦隊 |          |          |          |          |          |
|          |          |          |          |          |          |  |  |          |          |          |          |          |          |

日中戦争勃発時（昭和11年12月1日付）
| 連合艦隊 | 連合艦隊 | 連合艦隊 | 連合艦隊 | 連合艦隊 | 連合艦隊 |  |  | 第一艦隊 | 第一艦隊 | 第一艦隊 | 第一艦隊 | 第一艦隊 | 第一艦隊 |
| 連合艦隊 | 連合艦隊 | 連合艦隊 | 連合艦隊 | 連合艦隊 | 連合艦隊 |  |  | 第一艦隊 | 第一艦隊 | 第一艦隊 | 第一艦隊 | 第一艦隊 | 第一艦隊 |
|          |          |          |          |          |          |  |  | 第二艦隊 |          |          |          |          |          |
|          |          |          |          |          |          |  |  |          |          |          |          |          |          |
|          |          |          |          |          |          |  |  | 第三艦隊 |          |          |          |          |          |
|          |          |          |          |          |          |  |  |          |          |          |          |          |          |

太平洋戦争開戦時（昭和16年12月10日付）
| 連合艦隊 | 連合艦隊 | 連合艦隊 | 連合艦隊 | 連合艦隊 | 連合艦隊 |  |  | （連合艦隊直轄部隊） | （連合艦隊直轄部隊） | （連合艦隊直轄部隊） | （連合艦隊直轄部隊） | （連合艦隊直轄部隊） | （連合艦隊直轄部隊） |
| 連合艦隊 | 連合艦隊 | 連合艦隊 | 連合艦隊 | 連合艦隊 | 連合艦隊 |  |  | （連合艦隊直轄部隊） | （連合艦隊直轄部隊） | （連合艦隊直轄部隊） | （連合艦隊直轄部隊） | （連合艦隊直轄部隊） | （連合艦隊直轄部隊） |
|          |          |          |          |          |          |  |  | 第一艦隊             |                      |                      |                      |                      |                      |
|          |          |          |          |          |          |  |  |                      |                      |                      |                      |                      |                      |
|          |          |          |          |          |          |  |  | 第二艦隊             |                      |                      |                      |                      |                      |
|          |          |          |          |          |          |  |  |                      |                      |                      |                      |                      |                      |
|          |          |          |          |          |          |  |  | 第三艦隊             |                      |                      |                      |                      |                      |
|          |          |          |          |          |          |  |  |                      |                      |                      |                      |                      |                      |
|          |          |          |          |          |          |  |  | 第四艦隊             |                      |                      |                      |                      |                      |
|          |          |          |          |          |          |  |  |                      |                      |                      |                      |                      |                      |
|          |          |          |          |          |          |  |  | 第五艦隊             |                      |                      |                      |                      |                      |
|          |          |          |          |          |          |  |  |                      |                      |                      |                      |                      |                      |
|          |          |          |          |          |          |  |  | 第六艦隊             |                      |                      |                      |                      |                      |
|          |          |          |          |          |          |  |  |                      |                      |                      |                      |                      |                      |
|          |          |          |          |          |          |  |  | 第一航空艦隊         |                      |                      |                      |                      |                      |
|          |          |          |          |          |          |  |  |                      |                      |                      |                      |                      |                      |
|          |          |          |          |          |          |  |  | 第十一航空艦隊       |                      |                      |                      |                      |                      |
|          |          |          |          |          |          |  |  |                      |                      |                      |                      |                      |                      |
|          |          |          |          |          |          |  |  | 南遣艦隊             |                      |                      |                      |                      |                      |
|          |          |          |          |          |          |  |  |                      |                      |                      |                      |                      |                      |

最終時（昭和20年6月1日付）
| 連合艦隊 | 連合艦隊 | 連合艦隊 | 連合艦隊 | 連合艦隊 | 連合艦隊 |  |  | （連合艦隊直轄部隊） | （連合艦隊直轄部隊） | （連合艦隊直轄部隊） | （連合艦隊直轄部隊） | （連合艦隊直轄部隊） | （連合艦隊直轄部隊） |  |  |                      |                      |                      |                      |                      |                      |
| 連合艦隊 | 連合艦隊 | 連合艦隊 | 連合艦隊 | 連合艦隊 | 連合艦隊 |  |  | （連合艦隊直轄部隊） | （連合艦隊直轄部隊） | （連合艦隊直轄部隊） | （連合艦隊直轄部隊） | （連合艦隊直轄部隊） | （連合艦隊直轄部隊） |  |  |                      |                      |                      |                      |                      |                      |
|          |          |          |          |          |          |  |  | 第一航空艦隊         |                      |                      |                      |                      |                      |  |  |                      |                      |                      |                      |                      |                      |
|          |          |          |          |          |          |  |  |                      |                      |                      |                      |                      |                      |  |  |                      |                      |                      |                      |                      |                      |
|          |          |          |          |          |          |  |  | 第三航空艦隊         |                      |                      |                      |                      |                      |  |  |                      |                      |                      |                      |                      |                      |
|          |          |          |          |          |          |  |  |                      |                      |                      |                      |                      |                      |  |  |                      |                      |                      |                      |                      |                      |
|          |          |          |          |          |          |  |  | 第五航空艦隊         |                      |                      |                      |                      |                      |  |  |                      |                      |                      |                      |                      |                      |
|          |          |          |          |          |          |  |  |                      |                      |                      |                      |                      |                      |  |  |                      |                      |                      |                      |                      |                      |
|          |          |          |          |          |          |  |  | 第十航空艦隊         |                      |                      |                      |                      |                      |  |  |                      |                      |                      |                      |                      |                      |
|          |          |          |          |          |          |  |  |                      |                      |                      |                      |                      |                      |  |  |                      |                      |                      |                      |                      |                      |
|          |          |          |          |          |          |  |  | 第六艦隊             |                      |                      |                      |                      |                      |  |  |                      |                      |                      |                      |                      |                      |
|          |          |          |          |          |          |  |  |                      |                      |                      |                      |                      |                      |  |  |                      |                      |                      |                      |                      |                      |
|          |          |          |          |          |          |  |  | 第十二航空艦隊       |                      |                      |                      |                      |                      |  |  |                      |                      |                      |                      |                      |                      |
|          |          |          |          |          |          |  |  |                      |                      |                      |                      |                      |                      |  |  |                      |                      |                      |                      |                      |                      |
|          |          |          |          |          |          |  |  | 第四艦隊             |                      |                      |                      |                      |                      |  |  |                      |                      |                      |                      |                      |                      |
|          |          |          |          |          |          |  |  |                      |                      |                      |                      |                      |                      |  |  |                      |                      |                      |                      |                      |                      |
|          |          |          |          |          |          |  |  | 第七艦隊             |                      |                      |                      |                      |                      |  |  |                      |                      |                      |                      |                      |                      |
|          |          |          |          |          |          |  |  |                      |                      |                      |                      |                      |                      |  |  |                      |                      |                      |                      |                      |                      |
|          |          |          |          |          |          |  |  | 第十方面艦隊         | 第十方面艦隊         | 第十方面艦隊         | 第十方面艦隊         | 第十方面艦隊         | 第十方面艦隊         |  |  | （方面艦隊直轄部隊） | （方面艦隊直轄部隊） | （方面艦隊直轄部隊） | （方面艦隊直轄部隊） | （方面艦隊直轄部隊） | （方面艦隊直轄部隊） |
|          |          |          |          |          |          |  |  | 第十方面艦隊         | 第十方面艦隊         | 第十方面艦隊         | 第十方面艦隊         | 第十方面艦隊         | 第十方面艦隊         |  |  | （方面艦隊直轄部隊） | （方面艦隊直轄部隊） | （方面艦隊直轄部隊） | （方面艦隊直轄部隊） | （方面艦隊直轄部隊） | （方面艦隊直轄部隊） |
|          |          |          |          |          |          |  |  |                      |                      |                      |                      |                      |                      |  |  | 第十三航空艦隊       |                      |                      |                      |                      |                      |
|          |          |          |          |          |          |  |  |                      |                      |                      |                      |                      |                      |  |  |                      |                      |                      |                      |                      |                      |
|          |          |          |          |          |          |  |  |                      |                      |                      |                      |                      |                      |  |  | 第一南遣艦隊         |                      |                      |                      |                      |                      |
|          |          |          |          |          |          |  |  |                      |                      |                      |                      |                      |                      |  |  |                      |                      |                      |                      |                      |                      |
|          |          |          |          |          |          |  |  |                      |                      |                      |                      |                      |                      |  |  | 第二南遣艦隊         |                      |                      |                      |                      |                      |
|          |          |          |          |          |          |  |  |                      |                      |                      |                      |                      |                      |  |  |                      |                      |                      |                      |                      |                      |

本節の書誌情報
- 坂本正器/福川秀樹 『日本海軍編制事典』、芙蓉書房出版、2003年。ISBN 4-8295-0330-0

## 連合艦隊司令部設置箇所に関する論争
艦隊司令部は通常、艦隊内の軍艦に設置される。連合艦隊司令部もその創設以来、常備艦隊や第一艦隊の軍艦に司令部を設置し、その艦隊司令部を兼ねていた。しかし太平洋戦争末期になって司令部設置箇所を巡り論争が起きた。
その原因は連合艦隊司令長官の指揮範囲を拡げ過ぎたことにある。明治時代の連合艦隊司令長官は原則として純粋な戦闘部隊のみを指揮下に置いていた。しかし時が経つにつれて名声が高まり、軍令を司る軍令部長（職制上は連合艦隊司令長官の上官）と並び称されるほどになった。それに加え連合艦隊司令長官の地位が単なる戦闘指揮官ではなく海上作戦全般の総指揮官という意味も帯び始め、補給部隊や基地航空隊、鎮守府なども指揮下に入るようになった。こうなると多くの司令部人員の増加が必要となり、居住及び勤務空間の確保や無線設備の増強など海上の一艦にあって総指揮をとることが何かと不都合になってきたのである。実際、当時のアメリカ海軍太平洋艦隊司令部はハワイ（太平洋戦争開戦前にサンディエゴより移動）にあり、陸上から指揮をしていた。よって司令部上陸論ともいうべき主張が司令部内でされるようになった。
そのためか太平洋戦争において、連合艦隊旗艦が作戦行動を起こしたのはミッドウェー海戦のみであり、しかも帝国海軍最強の大和型戦艦である旗艦大和は機動部隊のはるか後ろを航行していたため戦闘には参加していない。
それに対し反対論も根強かった。海軍には「指揮官先頭、率先垂範」という伝統があった。また日本海海戦では東郷平八郎司令長官が旗艦三笠の艦橋先頭に立ち、戦闘中微動だにせず海戦終了後東郷長官の足跡がくっきりと残っていたという実話もある。「司令長官とはそうあるべきもの」という観念が海軍の中では確固たるものとしてあった。安全な後方（陸上）から指揮を受けるなど考えたくもなかったと思われる。
1941年（昭和16年）の戦時編制発令で多数の艦隊が編制され、連合艦隊の規模が拡大したため、第一艦隊司令部が新設され、連合艦隊司令部と分離された。その後、第一艦隊は日本本土にとどまり、連合艦隊旗艦はトラック泊地へと進出する。
1944年（昭和19年）に入るといよいよ戦争範囲は拡大しつつも敗勢が濃くなり、他艦隊へと艦船を供出していた第一艦隊は解散し、連合艦隊旗艦が含まれていた第一戦隊も第二艦隊へと編入される。軽巡洋艦大淀を連合艦隊旗艦用へ改装中、当時の連合艦隊司令長官の古賀大将が殉職する。後任の豊田大将は就任と共に、「大淀」に司令部を移し、しかも単艦で木更津沖に碇泊させた。これは米海軍のアパラチアン級揚陸指揮艦等と同じく最初期の指揮専用艦に属する艦艇であったが、当時の司令部にその意識はなく、単なる妥協策であった。このような処置は間に合わせのものであり、連合艦隊司令部は陸上にあって後方指揮を取るのが望ましいとされた。中央（東京）と連絡をつけやすく、作戦部隊作戦地域に近く、かつ作戦全体の指揮も可能という候補地を求めた結果、第一候補地・神奈川県日吉台慶応大学附近、第二候補地・台湾高雄（高雄警備府司令部所在地）と決定され、昭和天皇の勅許を得た。第一候補地については、「大淀」の改装完了以前から日吉台（横浜市港北区日吉）に海軍の部隊が移駐しており、1944年3月には軍令部第三部（情報）が慶應義塾大学日吉キャンパスに移転、同じ頃川崎市蟹ヶ谷には海軍通信隊が地下壕を建設していた。軍令部三部の地下壕は7月15日に建設開始、連合艦隊司令部の地下壕は8月15日に建設が開始された（日吉台地下壕）。
通信室、作戦室、居住施設の順番で建設を開始、徐々に機能を移し、9月29日に豊田は将旗を移動、連合艦隊司令部は陸(おか)に上がった。「大淀」は連合艦隊旗艦の役目を解かれて、ただの軽巡洋艦という立場に戻った。ここにおいて連合艦隊旗艦は消滅した。

## 戦略と問題点
連合艦隊の基本戦略は、優勢な敵艦隊（主にアメリカ海軍）を邀撃し、艦隊決戦によって雌雄を決するというものであった。この思想は「漸減邀撃作戦」として体系化され、長年にわたり海軍の用兵思想の根幹をなした。
しかし、この戦略はいくつかの問題点を抱えていた。第一に、大艦巨砲主義への固執であり、航空戦力の重要性に対する認識が不十分であった点である。
海上戦の主役が航空機と潜水艦へ移行する時代の流れに乗り遅れ、司令部と参謀の戦略・戦術能力の欠如も指摘されている。ミッドウェー海戦やマリアナ沖海戦など、多くの海戦でその作戦指導の失敗が敗因の一つとなった。
また、伝統的な艦隊決戦思想に固執するあまり、国家の生命線である海上交通路（シーレーン）の防衛を軽視したことは、日本海軍および連合艦隊の最大の戦略的失敗であったと評価されている。

### 海上護衛思想の欠如
連合艦隊の戦略思想は、日露戦争における日本海海戦の成功体験に基づき、敵主力艦隊を一挙に撃滅する「艦隊決戦」を至上のものとしていた。この思想は、海軍の予算獲得や建艦計画において、戦艦や航空母艦といった決戦兵力を優先させる根拠となり、地味な任務である海上護衛は「第二義的任務」として軽視され続けたとされる。
その結果、太平洋戦争開戦時、海上護衛を専門とする部隊や艦艇は著しく不足していた。護衛任務には、主に旧式の駆逐艦や海防能力の低い水雷艇、あるいは商船を武装しただけの特設艦艇が当てられ、護衛戦術の研究や装備開発も立ち遅れていた。戦争中期以降、米潜水艦による船舶被害が深刻化するに及び、海軍中央もようやく海上護衛の重要性を認識し、1943年（昭和18年）11月に海上護衛総司令部を創設する。しかし、兵力の配分においては依然として連合艦隊の主力部隊が優先され、護衛総司令部の指揮権も限定的であったため、両者間の連携は円滑さを欠いた。
結局、終戦まで艦隊決戦思想から完全に脱却することはできず、護衛戦力の抜本的な増強は後手に回り続けた。この戦略思想の偏りが、日本の継戦能力を早期に枯渇させ、敗戦の決定的な要因の一つとなった。

## その他

### 海上自衛隊の「連合艦隊」
海上自衛隊には連合艦隊に相当する機動運用部隊として自衛艦隊があり、自衛艦隊司令官の指揮下に護衛艦隊（4個護衛隊群基幹）・航空集団・潜水艦隊・掃海隊群・情報業務群・海洋業務群・開発隊群・その他の実動部隊で編成されている。

### 秘密組織の暗号名
文化大革命中、中華人民共和国の軍人林立果は毛沢東暗殺を計画した。その際組織した秘密組織の名前は「連合艦隊」であった。これは林立果が日本映画『連合艦隊司令長官 山本五十六』を観て感動したことから日本の連合艦隊に影響されたものである。

## 関連作品
書籍
- 伊藤正徳『連合艦隊の最後』光人社刊： ISBN 4-7698-0979-4、『連合艦隊の栄光』光人社刊： ISBN 4-7698-1006-7

映画
- 『連合艦隊』（東宝、1981年。監督：松林宗恵）